# Jacobiho matice (třídiagonální)
Jacobiho matice je reálná symetrická třídiagonální matice s kladnými prvky na horní a dolní sekundární diagonále.

## Definice
Reálnou čtvercovou matici řádu {\displaystyle k} ve tvaru
{\displaystyle {\boldsymbol {J}}={\begin{pmatrix}\alpha _{1}&\beta _{2}&&&\\\beta _{2}&\alpha _{2}&\beta _{3}&&\\&\beta _{3}&\ddots &\ddots &\\&&\ddots &\ddots &\beta _{k}\\&&&\beta _{k}&\alpha _{k}\end{pmatrix}},\qquad \beta _{i}>0,\quad i=2,\ldots ,k,}
nazýváme Jacobiho maticí. Speciálním (triviálním) případem je Jacobiho matice {\displaystyle {\boldsymbol {J}}=(\alpha _{1})}, {\displaystyle k=1}. Jacobiho matice mají řadu specifických vlastností.

## Spektrální vlastnosti

### Vlastní čísla
Vlastní čísla Jacobiho matic mají násobnost jedna. Stačí si uvědomit, že pro libovolné číslo {\displaystyle \lambda } jsou druhý až poslední řádek v matici {\displaystyle {\boldsymbol {J}}_{k}-\lambda \mathbf {I} } lineárně nezávislé: 
{\displaystyle {\begin{pmatrix}\beta _{2}&\alpha _{2}-\lambda &\beta _{3}&&\\&\beta _{3}&\ddots &\ddots &\\&&\ddots &\ddots &\beta _{k}\\&&&\beta _{k}&\alpha _{k}-\lambda \end{pmatrix}}}
Odtud plyne, že {\displaystyle \operatorname {rank} ({\boldsymbol {J}}-\lambda \mathbf {I} )\geq k-1}. Protože matice je symetrická, odpovídá její hodnost počtu nenulových vlastních čísel (včetně násobností). Každé vlastní číslo {\displaystyle \lambda } má tudíž násobnost jedna. 
Protože matice je symetrická, vlastní čísla jsou navíc reálná a můžeme je seřadit
{\displaystyle \lambda _{1}({\boldsymbol {J}})<\lambda _{2}({\boldsymbol {J}})<\cdots <\lambda _{k}({\boldsymbol {J}}).}
Označíme-li {\displaystyle {\boldsymbol {J}}'} vedoucí hlavní podmatici matice {\displaystyle {\boldsymbol {J}}} řádu {\displaystyle k-1}, neboli
{\displaystyle {\boldsymbol {J}}=\left({\begin{array}{c|c}{\boldsymbol {J}}'&\left.{\begin{array}{c}0\\\vdots \\0\\\beta _{k}\end{array}}\right.\\\hline \left.{\begin{array}{cccc}0&\cdots &0&\beta _{k}\end{array}}\right.&\alpha _{k}\end{array}}\right)},
pak {\displaystyle {\boldsymbol {J}}'} je také Jacobiho matice. Vlastní čísla těchto dvou „po sobě jdoucích“ Jacobiho matic {\displaystyle {\boldsymbol {J}}} a {\displaystyle {\boldsymbol {J}}'} se striktně prokládají
{\displaystyle \lambda _{1}({\boldsymbol {J}})<\lambda _{1}({\boldsymbol {J}}')<\lambda _{2}({\boldsymbol {J}})<\lambda _{2}({\boldsymbol {J}}')<\cdots <\lambda _{k-1}({\boldsymbol {J}}')<\lambda _{k}({\boldsymbol {J}})}.
Charakteristické polynomy dvou po sobě jdoucích Jacobiho matic nemají žádný společný kořen. To lze dokázat sporem; rozvojem determinantu {\displaystyle \det({\boldsymbol {J}}_{k}-\lambda \mathbf {I} )} podle posledního řádku a indukcí podle rozměru matice. 
Mimo jiné také platí, že Jacobiho matice {\displaystyle {\boldsymbol {J}}} a {\displaystyle {\boldsymbol {J}}'}nemohou být obě singulární.

### Vlastní vektory
Jsou-li {\displaystyle \lambda ,{\boldsymbol {v}}} vlastní číslo a jemu příslušný vlastní vektor Jacobiho matice {\displaystyle {\boldsymbol {J}}}, kde
{\displaystyle {\boldsymbol {v}}=(v_{1},v_{2},v_{3},\ldots ,v_{k})^{\mathrm {T} },\qquad \|{\boldsymbol {v}}\|\neq 0,}
pak
- první prvek vlastního vektoru je nenulový, {\displaystyle v_{1}\neq 0},
- poslední prvek vlastního vektoru je nenulový, {\displaystyle v_{k}\neq 0},
- libovolný dvouprvkový podvektor {\displaystyle (v_{\ell },v_{\ell +1})}, {\displaystyle \ell =1,\ldots ,k-1}, je nenulový.

Všechna tři tvrzení lze dokázat sporem, prostým porovnáním prvků vektorů na obou stranách rovnosti
{\displaystyle {\begin{pmatrix}\alpha _{1}&\beta _{2}&&&\\\beta _{2}&\alpha _{2}&\beta _{3}&&\\&\beta _{3}&\ddots &\ddots &\\&&\ddots &\ddots &\beta _{k}\\&&&\beta _{k}&\alpha _{k}\end{pmatrix}}{\begin{pmatrix}v_{1}\\v_{2}\\v_{3}\\\vdots \\v_{k}\end{pmatrix}}={\begin{pmatrix}v_{1}\\v_{2}\\v_{3}\\\vdots \\v_{k}\end{pmatrix}}\lambda }.
Z předpokladu {\displaystyle v_{1}=0} a porovnání prvních prvků
{\displaystyle \alpha _{1}v_{1}+\beta _{2}v_{2}=v_{1}\lambda }
plyne {\displaystyle v_{2}=0} (neboť {\displaystyle \beta _{2}>0}). Indukcí pak vyplývá {\displaystyle v_{1}=v_{2}=\ldots =v_{k}=0}, což je ve sporu s {\displaystyle \|{\boldsymbol {v}}\|\neq 0}.

## Užití k výpočtu vlastních čísel symetrických a hermitovských matic
Pro každou reálnou symetrickou matici {\displaystyle {\boldsymbol {A}}\in \mathbb {R} ^{k\times k}}, {\displaystyle {\boldsymbol {A}}={\boldsymbol {A}}^{\mathrm {T} }}, existuje ortogonální matice {\displaystyle {\boldsymbol {G}}\in \mathbb {R} ^{k\times k}}, {\displaystyle {\boldsymbol {G}}^{-1}={\boldsymbol {G}}^{\mathrm {T} }}, taková, že
{\displaystyle {\boldsymbol {GAG}}^{\mathrm {T} }={\boldsymbol {J}}_{\oplus },\qquad {\text{kde}}\qquad {\boldsymbol {J}}_{\oplus }=\left({\begin{array}{cccc}{\boldsymbol {J}}_{1}\\&{\boldsymbol {J}}_{2}\\&&\ddots \\&&&{\boldsymbol {J}}_{s}\end{array}}\right),\quad {\boldsymbol {J}}_{\ell }\in \mathbb {R} ^{k_{\ell }\times k_{\ell }},\quad \sum _{\ell =1}^{s}k_{\ell }=k}
a kde {\displaystyle {\boldsymbol {J}}_{\ell }} jsou Jacobiho matice. Matici {\displaystyle {\boldsymbol {G}}} lze přitom zkonstruovat v konečném čase, tj. pomocí konečného počtu elementárních aritmetických operací (sčítání, odečítání, násobení, dělení a výpočtu druhé odmocniny).
Obdobně pro každou hermitovskou matici {\displaystyle {\boldsymbol {A}}\in \mathbb {C} ^{k\times k}}, {\displaystyle {\boldsymbol {A}}={\boldsymbol {A}}^{\mathrm {H} }}, existuje unitární matice {\displaystyle {\boldsymbol {G}}\in \mathbb {C} ^{k\times k}}, {\displaystyle {\boldsymbol {G}}^{-1}={\boldsymbol {G}}^{\mathrm {H} }} taková, že
{\displaystyle {\boldsymbol {GAG}}^{\mathrm {H} }={\boldsymbol {J}}_{\oplus }}
je stejná matice jako v předchozím případě. Speciálně je matice {\displaystyle {\boldsymbol {J}}_{\oplus }} reálná symetrická i v případě komplexní hermitovské matice {\displaystyle {\boldsymbol {A}}}.

### Vlastnosti maticeJ⊕{\displaystyle {\boldsymbol {J}}_{\oplus }}
Matice {\displaystyle {\boldsymbol {J}}_{\oplus }} je stále třídiagonální, obecně však už není Jacobiho maticí, protože prvky bezprostředně nad diagonálou nebo bezprostředně pod ní mohou být nulové. Transformační matici {\displaystyle {\boldsymbol {G}}} lze vždy zvolit tak, že
{\displaystyle k_{1}\geq k_{2}\geq \cdots \geq k_{s}\qquad {\text{a}}\qquad \operatorname {sp} {\boldsymbol {J}}_{1}\supseteq \operatorname {sp} {\boldsymbol {J}}_{2}\supseteq \cdots \supseteq \operatorname {sp} {\boldsymbol {J}}_{s}},
kde {\displaystyle \operatorname {sp} {\boldsymbol {M}}} značí spektrum matice {\displaystyle {\boldsymbol {M}}}. Jacobiho matice {\displaystyle {\boldsymbol {J}}_{1}} obsahuje všechna vlastní čísla původní matice {\displaystyle {\boldsymbol {A}}}, přičemž každé jen jednou, jak plyne z vlastností Jacobiho matic. Číslo {\displaystyle s} je dimenzí největšího vlastního podprostoru (eigenspace), tj. {\displaystyle s} je největší násobností některého z vlastních čísel matice {\displaystyle {\boldsymbol {A}}}.

### Konstrukce maticeG{\displaystyle {\boldsymbol {G}}}v konečném čase
Význam Jacobiho matic spočívá v možnosti spočítat ortogonální, resp. unitární matice {\displaystyle {\boldsymbol {G}}} v konečném čase. Přestože je diagonalizovatelnost matice {\displaystyle {\boldsymbol {A}}} vždy zaručena, protože symetrické, resp. hermitovské matice jsou normální a proto ortogonálně, resp. unitárně diagonalizovatelné, tato diagonalizace však obecně není proveditelná v konečném čase. Např. už jen z toho důvodu, že vlastní čísla coby kořeny charakteristického polynomu nemusí být možné vyjádřit v radikálech pro polynomy stupně alespoň 5 (viz též základní věta algebry).
Význam třídiagonalizace lze spatřovat v provedení dílčího výpočtu při hledání vlastních čísel symetrické, resp. hermitovské matice
{\displaystyle {\boldsymbol {A}}\;\longmapsto \;{\boldsymbol {J}}_{\oplus }\;\longmapsto \;{\boldsymbol {D}}=\mathrm {diag} (\lambda _{1},\ldots ,\lambda _{k}),}
který lze provést v přesné aritmetice v konečném čase. Následná diagonalizace třídiagonální matice {\displaystyle {\boldsymbol {J}}_{\oplus }}však obecně vyžaduje iterační algoritmus s limitní konvergencí, typicky některou z variant QR algoritmu.
Matice {\displaystyle {\boldsymbol {G}}} a {\displaystyle {\boldsymbol {J}}_{\oplus }} lze zkonstruovat např. pomocí dobře známého Lanczosova algoritmu (Lanczosovy tridiagonalizace).

## Souvislosti
Jacobiho matice hrají klíčovou v řadě teoretických i praktických aplikací
- řetězově zlomky,
- ortogonální polynomy,
- Gaussova kvadratura,
- Lanczosův algoritmus,
- (částečný) problém vlastních čísel (symetrických matic),
- metoda sdružených gradientů.